# Enryaku-ji
Enryaku-ji (jap. 延暦寺) – klasztor buddyjski szkoły tendai na górze Hiei w Ōtsu, w prefekturze Shiga. Jeden z największych zespołów świątyń buddyjskich w Japonii.

## Historia klasztoru
Klasztor został założony w 805 roku przez mnicha Saichō (766–822), twórcę sekty tendai, której był główną bazą. Z czasem ogromnie się wzbogacił dzięki nadaniom ze strony możnowładców. Jednakże do dużego rozwoju ekonomicznego Enryaku-ji (oraz innych wielkich klasztorów) w okresie Heian przyczyniło się przede wszystkim masowe przechodzenie w ich opiekę rolników, rzemieślników i kupców. Praktyka ta miała na celu uniknięcie płacenia wysokich danin administracji cesarskiej. W późnym okresie Heian Enryaku-ji, jako jeden z pierwszych, nie tylko uzyskał ekonomiczną i militarną autonomię, ale też w istotny sposób wpływał na politykę państwową. Wyraźnym przykładem takiego stanu była rola jaką odegrał w czasie wojny Gempei. Dysponował własną armią mnichów-wojowników (sōhei), którzy często ścierali się w walce z wojskami innych klasztorów.
Na początku XIII wieku w klasztorze tym praktykował późniejszy mistrz zen Ryōnen Myōzen (1184–1225). Jako kilkunastoletni chłopiec studiował w tym klasztorze także późniejszy twórca szkoły sōtō i uczeń Ryōnena – Eihei Dōgen (1200–1253). Co więcej, w 1218 roku przyjął wskazania bodhisattwy w tym klasztorze uczeń Dōgena i spadkobierca jego Dharmy – Koun Ejō (1198–1280).
W 1571 Enryaku-ji został całkowicie spalony przez Nobunagę Odę (1534–1582), któremu potęga kleru buddyjskiego przeszkadzała w sprawowaniu niepodzielnej władzy nad centralną częścią Honsiu. Większość z kilku tysięcy mieszkańców została zabita.
Obecne budowle pochodzą z rekonstrukcji prowadzonych od XVI wieku. Zespół świątynny jest podzielony na trzy rejony: Tōdō, Saitō, Yokawa. Każdy z nich posiada główny pawilon (chūdō) i kilka innych o różnym przeznaczeniu.
W 1994 kompleks został wpisany na listę światowego dziedzictwa kulturowego UNESCO jako część zespołu zabytkowego dawnego Kioto, Uji i Ōtsu.

## Galeria

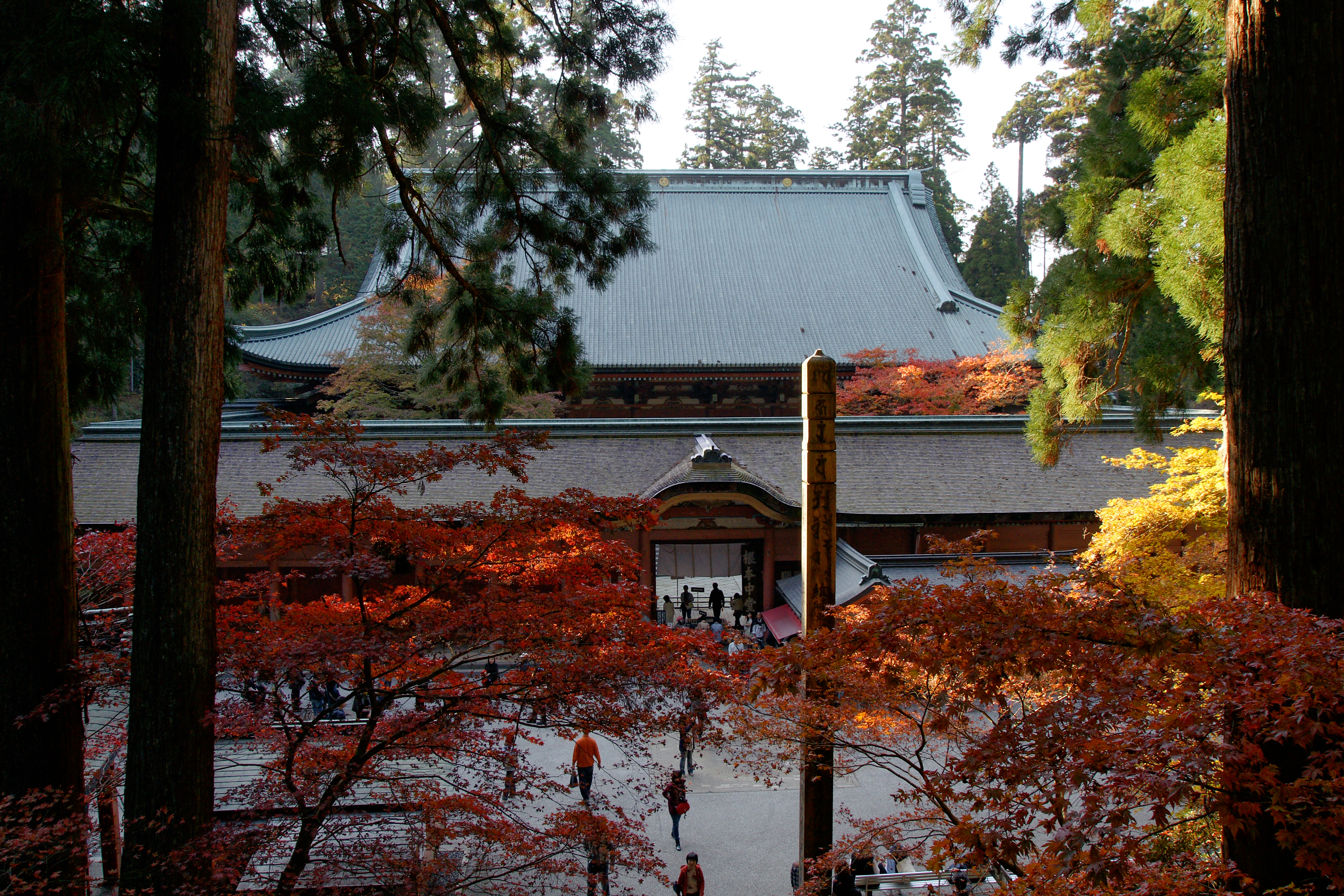
Konpon-chūdō, Konpon – pawilon centralny rejonu Tōdō
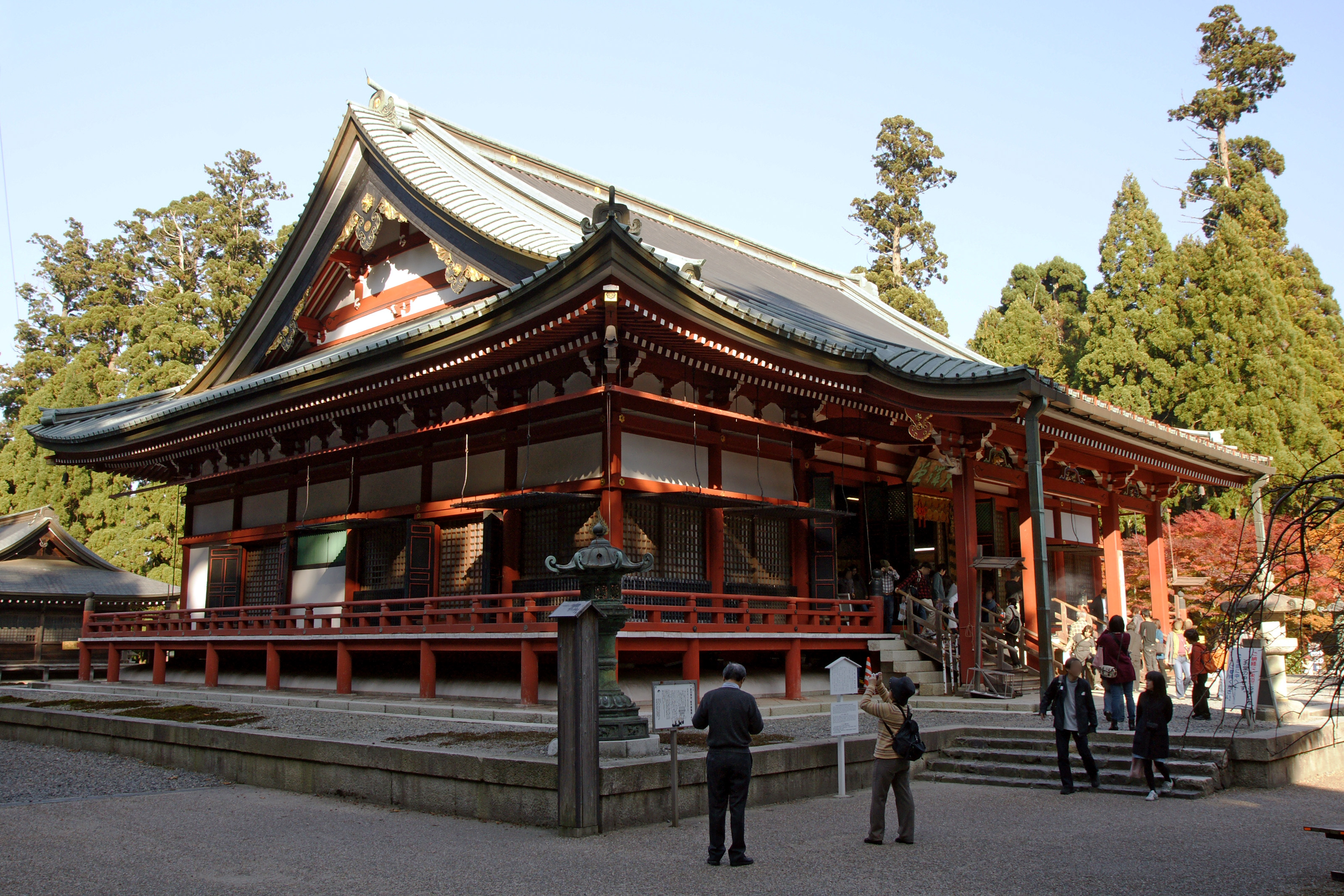
Daikō-dō, Pawilon Nauki
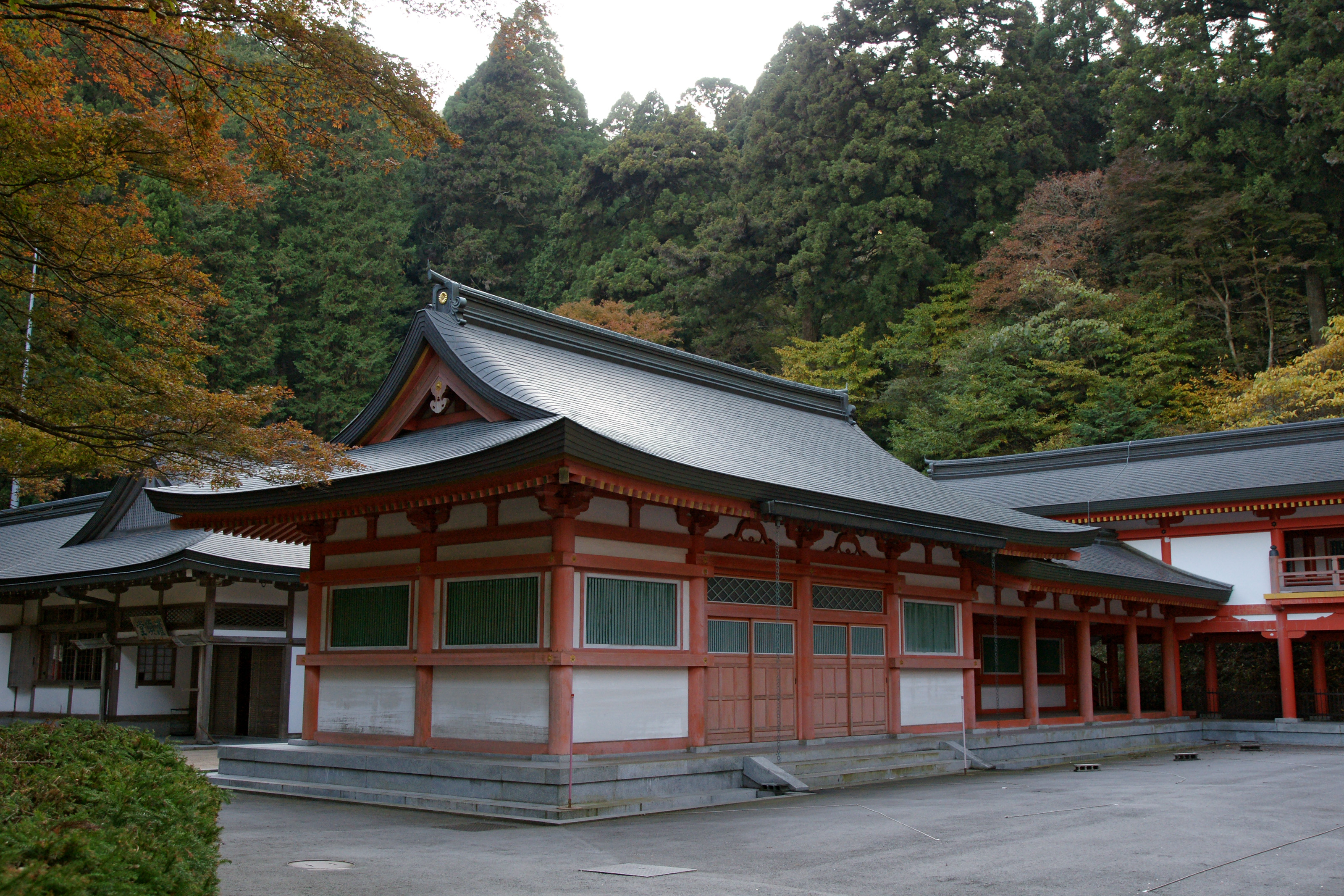
Kanchō-dō, Pawilon Inicjacji
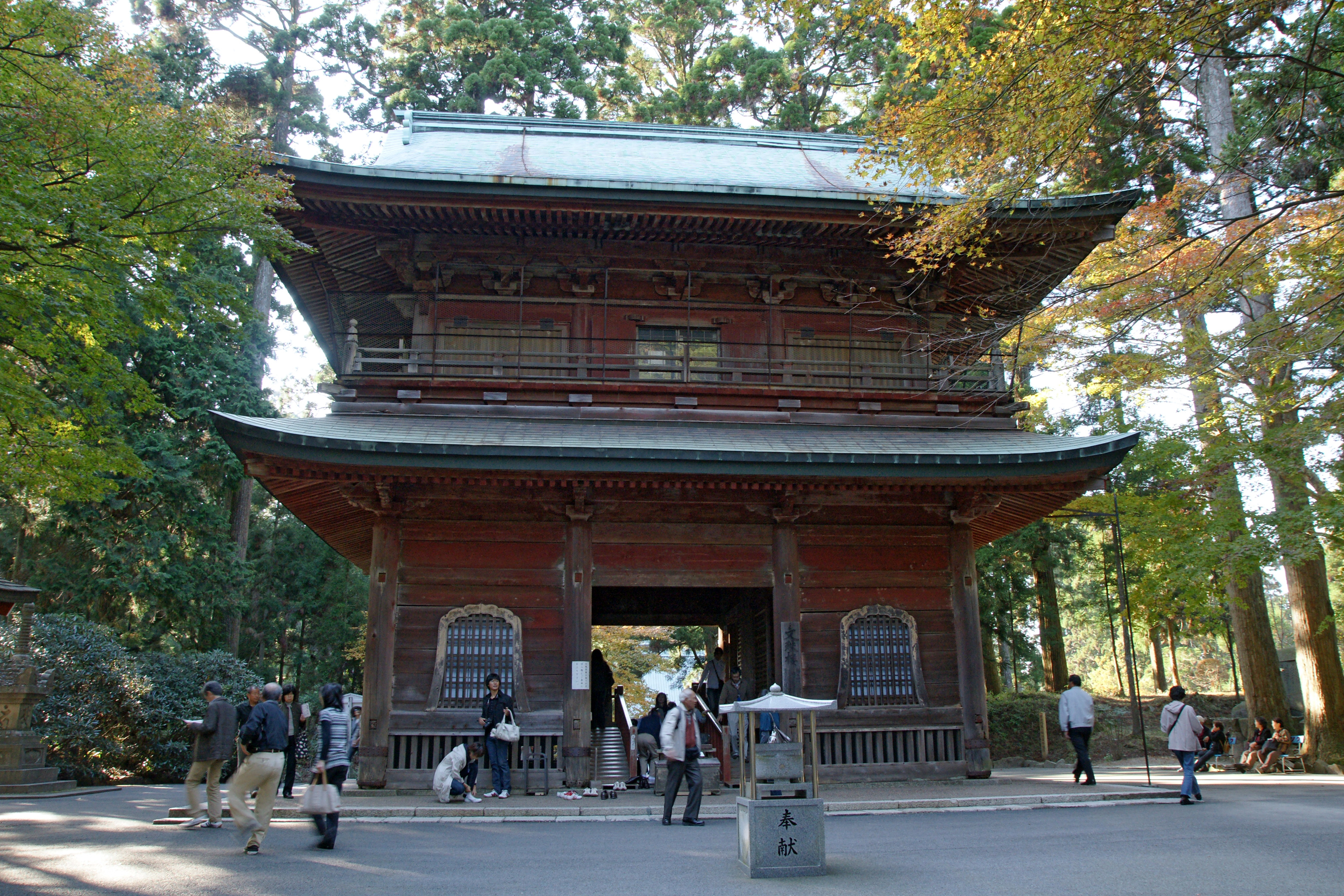
Monju-rō, brama wejściowa
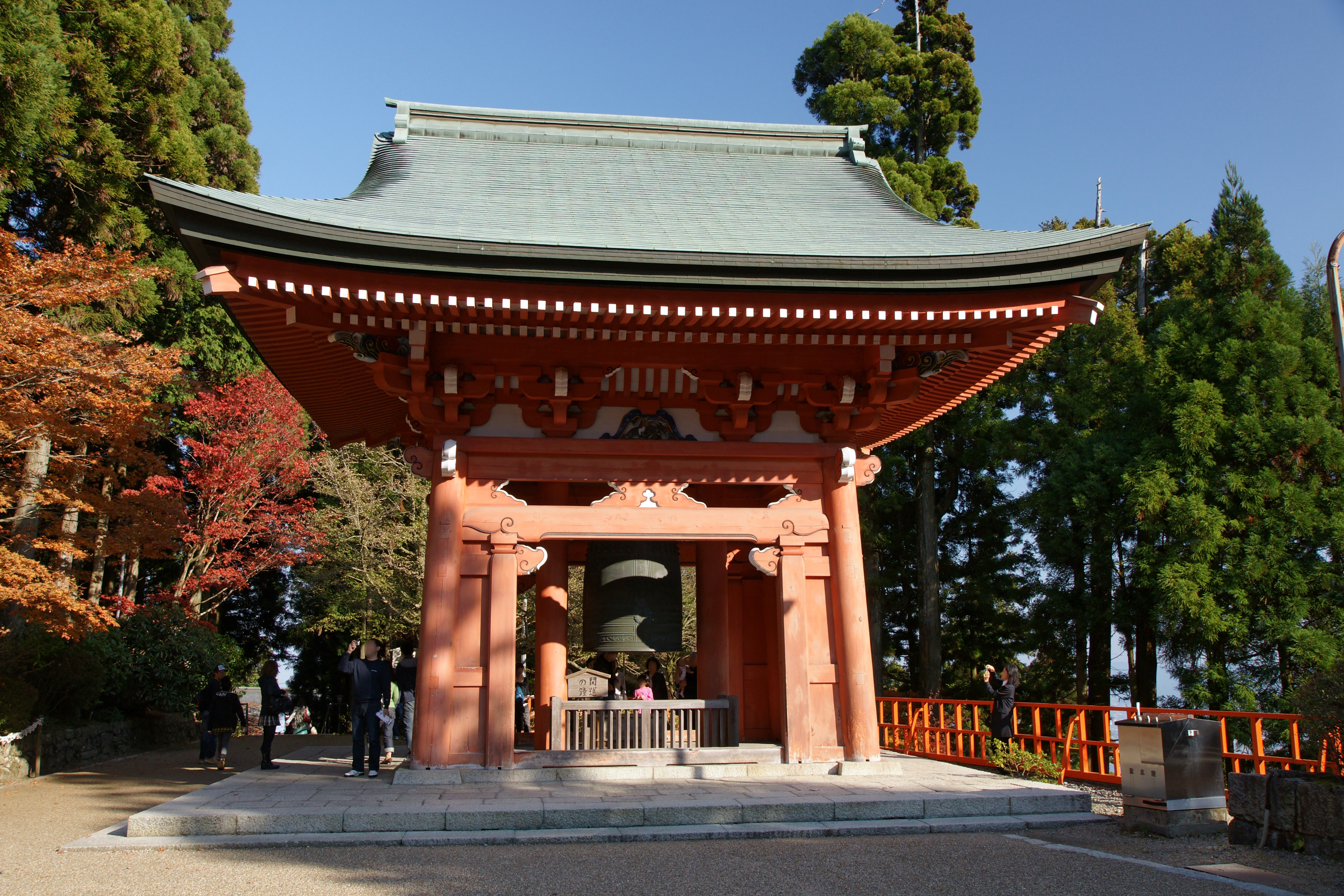
Shō-rō, Dzwonnica
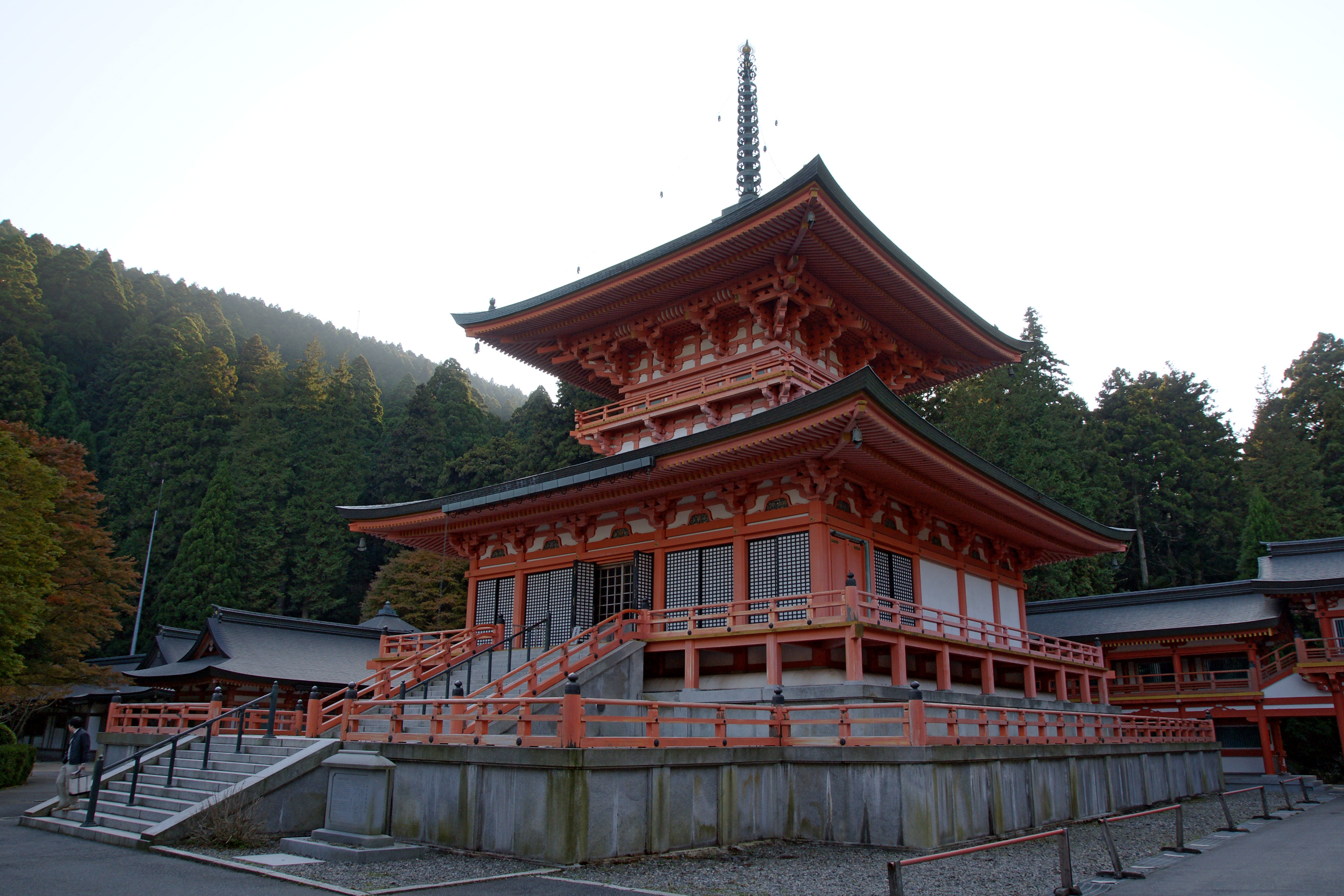
Tō-dō, Pawilon Wschodu
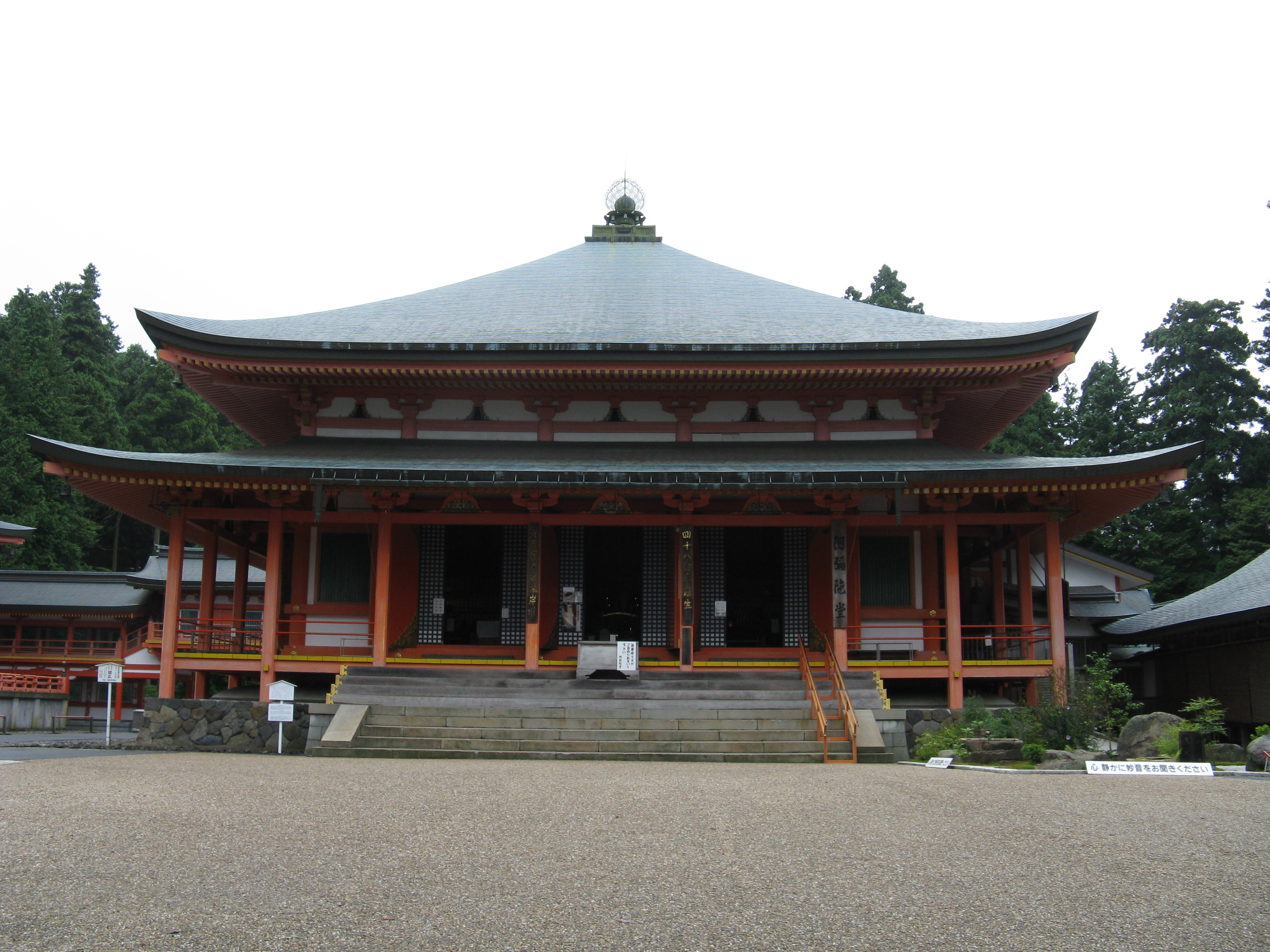
Amida-dō, Pawilon Amidy
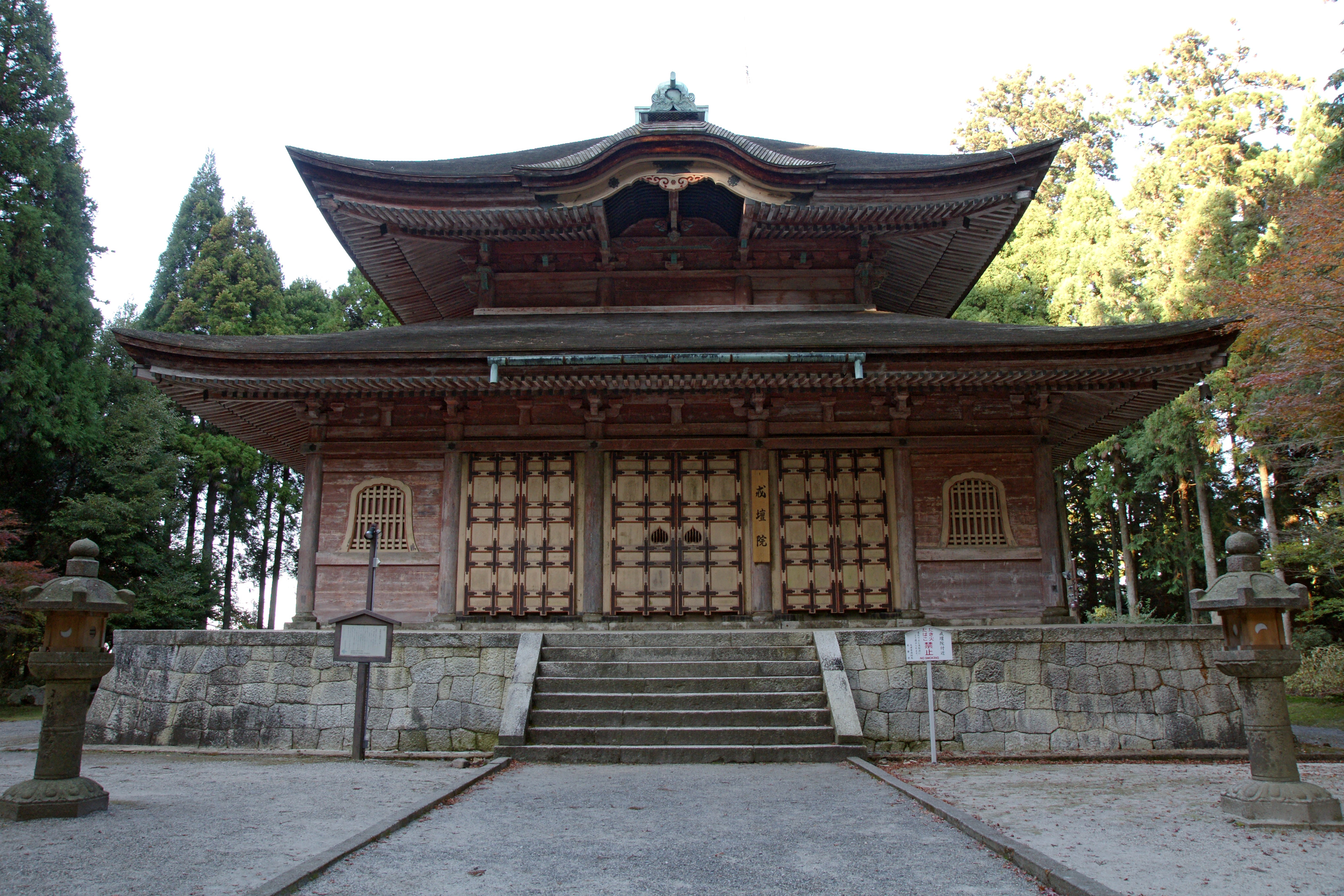
Kaidan-in, Pawilon Święceń
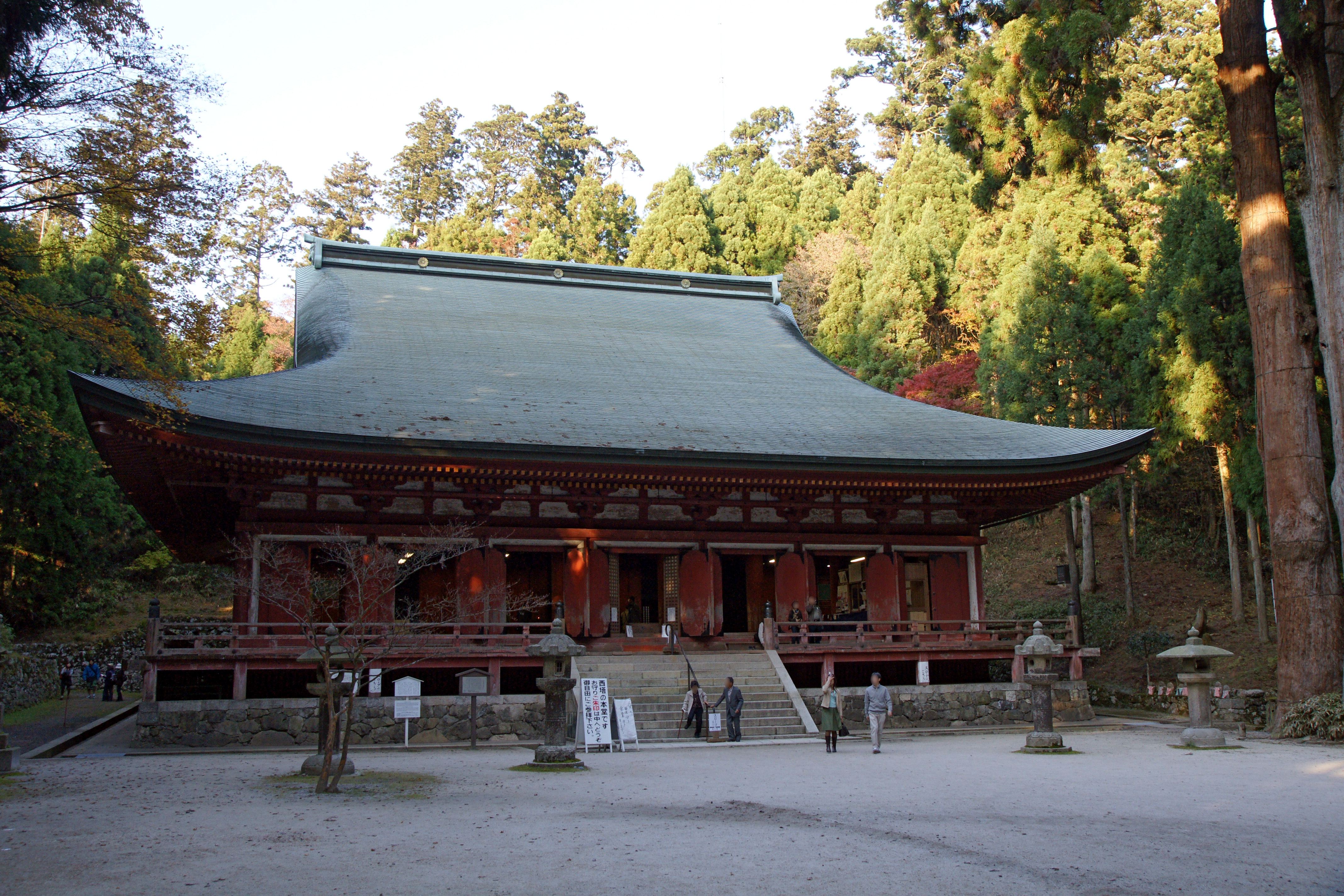
Tenpōrin-dō, główny pawilon rejonu Saitō
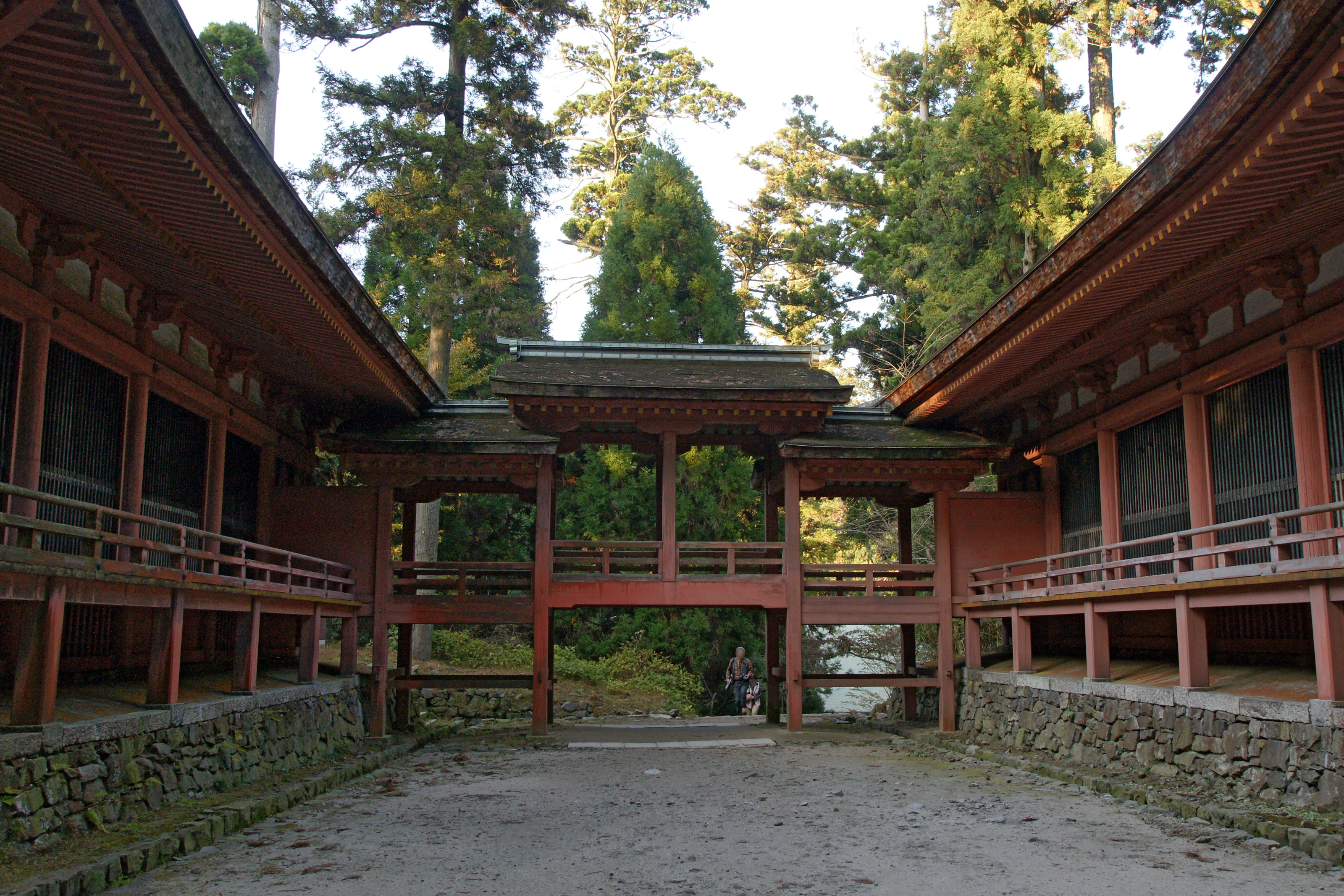
Ninai-dō, łącznik pomiędzy dwoma pawilonami
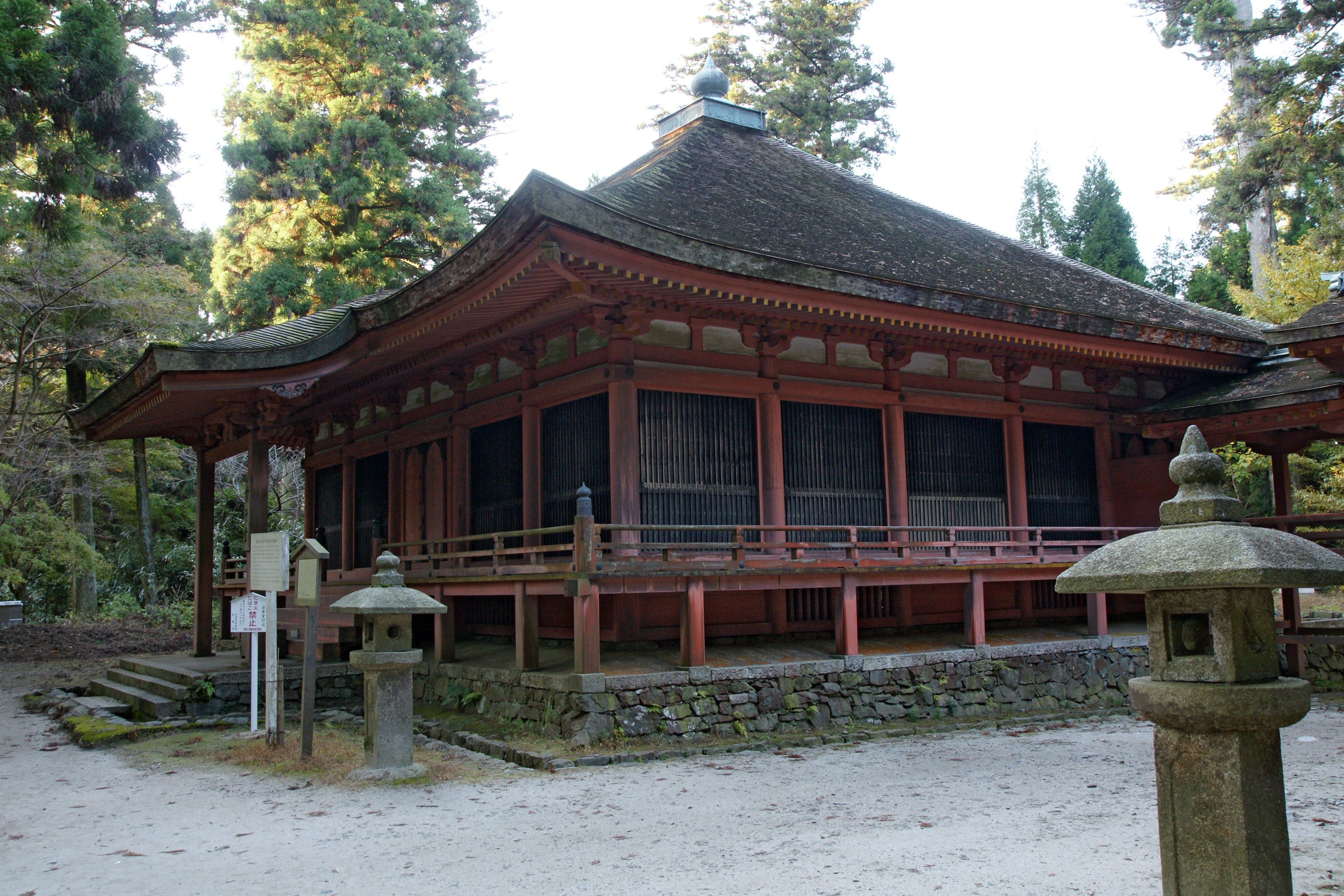
Jōgyō-dō
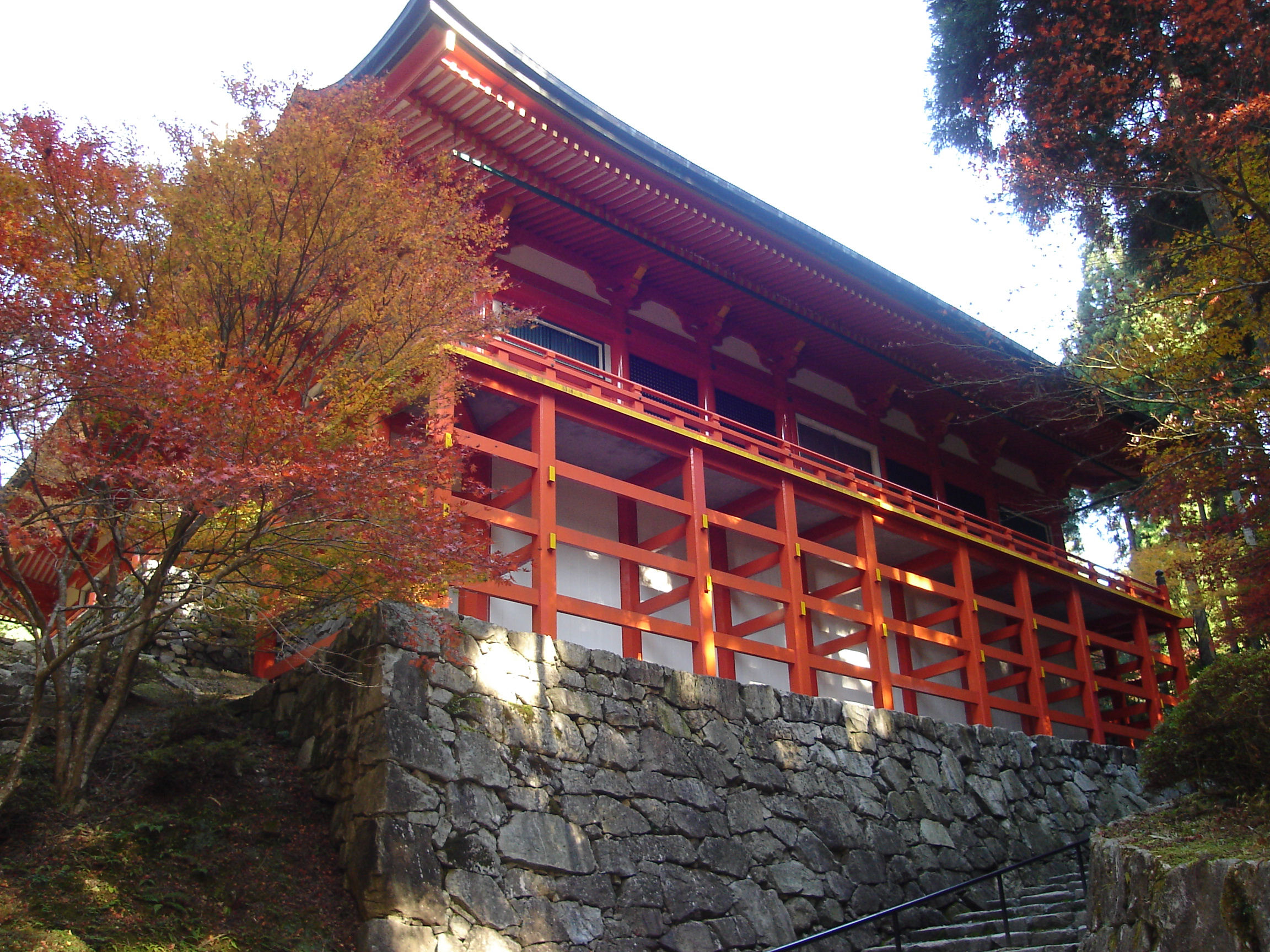
Yokawa-chūdō, pawilon centralny rejonu Yokawa